# Zgrzytnica zielonawa
Zgrzytnica zielonawa, zgrzytnica zielonawowłosa (Agapanthia villosoviridescens) – gatunek chrząszcza z rodziny kózkowatych i podrodziny zgrzypikowych.

## Morfologia
Kózka o ciele długości od 10 do 22 mm, w zarysie prawie cylindrycznym i wydłużonym. Ubarwiona jest czarno i pokryta dość gęstym, nakrapianym owłosieniem w barwach: błyszcząco ołowianej, żółtawej, zielonożółtej i szarej. Trzeci człon czułków ma nasadę szeroko obrośniętą szarymi lub szarawymi włoskami, a sam wierzchołek czarny, pozbawiony takich włosków. Dość duża głowa ma wyniesione czoło z podłużnym rowkiem między panewkami czułków. Przedplecze jest nieco szersze niż dłuższe, prawie kwadratowe, a żółte włoski tworzą na nim 3 podłużne paski. Pokrywy są ostro zakończone.
Stopy są czarne i ciemno owłosione, a w tych tylnej pary pierwszy człon jest dłuższy od pazurkowego.

## Ekologia
Owad ten zamieszkuje siedliska łąkowe i łąkowo-leśne z dużym udziałem selerowatych i astrowatych, takie jak skraje lasów, łąki śródleśne czy pobocza dróg leśnych. Larwy przechodzą rozwój w łodygach roślin z rodzajów: oset Carduus, ostrożeń Cirsium, pokrzywa Urtica, dzięgiel Angelica, świerząbek Chaerophyllum, sadziec Eupatorium, barszcz Heracleum, starzec Senecio, trędownik Scrophularia i trybula Anthriscus. Preferowany jest ostrożeń błotny. Larwa początkowo żeruje w rdzeniu, stopniowo wędrując ku nasadzie łodygi. Starsze larwy mogą się szybko przemieszczać do przodu i tyłu w wydrążonych tunelach. Osiągają do 27 mm długości. Jesienią larwa przenosi się do części przykorzeniowej celem zimowania. Przepoczwarczenie ma zwykle miejsce w maju, a imagines spotyka się od połowy maja do sierpnia lub września, z optimum rójki w połowie czerwca. Dorosłe żerują na łodygach tych samych roślin co larwy. Cykl rozwojowy jest jednoroczny, ale może się przedłużyć do dwóch lat.

## Występowanie
Gatunek o rozsiedleniu syberyjsko-europejskim. Znany z Europy, Syberii, Kazachstanu, Turcji, północnej Mongolii, północnych Chin i Korei Północnej. W Polsce pospolity, występuje prawie na całym obszarze kraju.